# تساي جون
تساي جون هي رباعة صينية، ولدت في 14 مارس 1971.